# Jogos Centro-Americanos e do Caribe de 2023
Os Jogos Centro-Americanos e do Caribe de 2023 foram a vigésima quarta edição do evento multiesportivo realizado a cada quatro anos, organizados pela Organização Desportiva Centro-Americana e do Caribe (ODECABE) e Comité Olímpico de El Salvador (COEL) e celebrados entre 23 de junho a 8 de julho. Eles foram planejados para acontecer na Cidade do Panamá, Panamá, até que o governo anunciou em 24 de julho de 2020 que havia decidido se retirar como anfitrião devido à pandemia de COVID-19 no Panamá. O Centro Caribe Sports buscou alternativas. Em maio de 2021, San Salvador, El Salvador, foi escolhido para substituir a Cidade do Panamá como principal cidade-sede, pois devido a problemas de infraestrutura e cronograma, 7 esportes foram transferidos para Santo Domingo, na República Dominicana.

## Seleção da cidade-cede
A Cidade do Panamá se apresentou como a única candidata a organizar os Jogos Centro-Americanos e do Caribe de 2022 e também anunciou o compromisso do Estado Panamenho de investir 200 milhões de dólares tanto em infraestrutura quanto na organização do evento. Uma das vantagens apresentadas pela delegação panamenha ao Centro Caribe Sports foi que não seria necessário construir uma vila de atletas para o evento, pois os atletas seriam hospedados em hotéis. Em 3 de fevereiro de 2017, o Centro Caribe Sports anunciou que a Cidade do Panamá seria a sede do evento. Teria sido a terceira vez: a Cidade do Panamá sediou os Jogos Centro-Americanos e do Caribe pela primeira vez em 1938 e depois em 1970.
Em 24 de julho de 2020, o Panamá anunciou que estava se retirando como anfitrião do evento de 2022 como resultado da pandemia de COVID-19. O Centro Caribe Sports expressou sua surpresa com a retirada repentina e garantiu que o evento ainda seria realizado em 2022. Disse que o comitê executivo se reuniria no dia 25 de julho de 2020 para discutir o assunto e iniciar a busca de soluções e alternativas.
Em 15 de novembro de 2020, Mayagüez, Porto Rico, apresentou uma candidatura para sediar os jogos com a condição de receber apoio financeiro do Conselho de Supervisão e Administração Financeira de Porto Rico. Mayagüez já havia realizado os jogos em 2010 e, portanto, não teria que investir tanto em infraestrutura, pois reutilizaria a maior parte das instalações.
| Mayagüez     | Porto Rico  |  |
| San Salvador | El Salvador |  |

## Países participantes
Espera-se que as seguintes nações participem:
| Comitês Olímpicos Nacionais participantes |
| --- |
| - ANT Antígua e Barbuda - ARU Aruba - BAH Bahamas - BAR Barbados - BIZ Belize - BER Bermudas - IVB Ilhas Virgens Britânicas - CAY Ilhas Cayman - COL Colômbia - CRC Costa Rica - CUB Cuba - CUW Curaçau - DMA Dominica - DOM República Dominicana - ESA El Salvador (anfitrião) - GUF Guiana Francesa - GRN Granada - GLP Guadalupe - GUA Guatemala - GUY Guiana - HAI Haiti - HON Honduras - JAM Jamaica - MEX México - NCA Nicarágua - PAN Panamá - PUR Porto Rico - SKN São Cristóvão e Neves - LCA Santa Lúcia - VIN São Vicente e Granadinas - SXM São Martinho Neerlandês - SUR Suriname - TTO Trinidad e Tobago - TCA Turcas e Caicos - VIR Ilhas Virgens Americanas - VEN Venezuela |

## Jogos

### Esportes
Estão previstas as seguintes competições:
| Jogos Centro-Americanos e do Caribe de 2023 |
| --- |
| - Atletismo () - Badminton () - Basquetebol () - Basquetebol 3x3 () - Beisebol () - Boliche () - Boxe () - Canoagem () - Caratê () - Ciclismo () - BMX () - Mountain bike () - Ciclismo de estrada () - Ciclismo de pista () - Esgrima () - Fisiculturismo () - Futebol () - Futebol de areia () - Ginástica () - Ginástica artística - Ginástica rítmica - Ginástica de trampolim - Golfe () - Halterofilismo () - Handebol () - Hipismo () - Adestramento - Concurso completo - Saltos - Hóquei sobre a grama () - Judô () - Lutas () - Luta livre () - Luta greco-romana () - Maratona aquática () - Natação () - Natação artística () - Patinação sobre rodas () - Pentatlo moderno () - Polo aquático () - Raquetebol () - Remo () - Rugby sevens () - Saltos ornamentais () - Softbol () - Surfe () - Taekwondo () - Tênis () - Tênis de mesa () - Tiro () - Tiro com arco () - Triatlo () - Vela () - Voleibol(detalhes,detalhes) - Voleibol de praia (detalhes,detalhes) - Xadrez () |

## Locais de competição
Por questões de infraestrutura e calendário, 7 esportes foram transferidos para Santo Domingo, na República Dominicana: taekwondo, pentatlo moderno, hipismo, canoagem, tiro, raquetebol e hóquei sobre a grama.

## Quadro de medalhas
País-sede destacado
| Ordem | País                         | Medalha de ouro | Medalha de prata | Medalha de bronze | Total |
| ----- | ---------------------------- | --------------- | ---------------- | ----------------- | ----- |
| 1     | MEX México                   | 145             | 108              | 100               | 353   |
| 2     | COL Colômbia                 | 87              | 92               | 65                | 244   |
| 3     | CUB Cuba                     | 74              | 59               | 63                | 196   |
| 4     | VEN Venezuela                | 32              | 46               | 80                | 158   |
| 5     | DOM República Dominicana     | 25              | 36               | 50                | 111   |
| 6     | PUR Porto Rico               | 25              | 27               | 44                | 96    |
| 7     | TTO Trinidad e Tobago        | 8               | 7                | 4                 | 19    |
| 8     | ESA El Salvador              | 8               | 3                | 17                | 28    |
| 9     | PAN Panamá                   | 5               | 6                | 12                | 23    |
| 10    | CRI Costa Rica               | 4               | 9                | 20                | 33    |
| 11    | ARU Aruba                    | 3               | 7                | 6                 | 16    |
| 12    | JAM Jamaica                  | 2               | 6                | 11                | 19    |
| 13    | BAR Barbados                 | 2               | 2                | 5                 | 9     |
| 14    | IVA Ilhas Virgens Americanas | 2               |                  |                   | 2     |
| 15    | NIC Nicarágua                | 1               | 1                | 4                 | 6     |
| 16    | BAH Bahamas                  | 1               | 1                | 2                 | 4     |
| 17    | LCA Santa Lúcia              | 1               | 1                | 1                 | 3     |
| 18    | VIN São Vicente e Granadinas | 1               |                  | 2                 | 2     |
| 19    | GUY Guiana                   | 1               |                  |                   | 1     |
| 20    | BER Bermudas                 |                 | 2                | 4                 | 6     |
| 21    | HAI Haiti                    |                 | 1                | 1                 | 2     |
| 22    | CAY Ilhas Cayman             |                 | 1                |                   | 1     |
|       | CUR Curaçau                  |                 | 1                |                   | 1     |
| 24    | HON Honduras                 |                 |                  | 7                 | 7     |
| 25    | IVB Ilhas Virgens Britânicas |                 |                  | 2                 | 2     |
|       | DMA Dominica                 |                 |                  | 2                 | 2     |
|       | GPE Guadalupe                |                 |                  | 2                 | 2     |
|       | MTQ Martinica                |                 |                  | 1                 | 1     |

## Marketing
O emblema oficial e o lema dos Jogos Centro-Americanos e do Caribe de 2023 foram revelados em 23 de janeiro de 2023 na antiga Casa Presidencial em San Jacinto. Ele tem a forma de um círculo em um padrão de estrela colorida. O projeto pretendia "expressar o constante movimento, evolução e processo de transformação que El Salvador está experimentando". As estrelas "representam a humanidade guiada desde suas origens e se tornaram um símbolo que representa harmonia, prosperidade e glória". O slogan oficial Es momento de trascender também foi revelado em 23 de janeiro de 2023. O slogan será usado exclusivamente em espanhol.